# Spilosoma yuennanica
Spilosoma yuennanica är en fjärilsart som beskrevs av Daniel 1943. Spilosoma yuennanica ingår i släktet Spilosoma och familjen björnspinnare. Inga underarter finns listade i Catalogue of Life.